# Benkaly Kaba
Benkaly Kaba (* 17. Februar 1959 in Dakar, Französisch-Westafrika, heute Senegal) ist ein ehemaliger französisch-senegalesischer Basketballspieler. Er ist der Onkel des Basketballspielers Alpha Kaba.

## Laufbahn
Kaba, ein 1,98 Meter messender Flügelspieler, spielte in der ersten Liga Frankreichs 1979/80 für JA Vichy, von 1980 bis 1988 bei EB Orthez sowie von 1988 bis 1991 in Reims. 1991/92 und 1992/93 war er Mitglied des Zweitligisten SLUC Nancy Basket. 1984 schlug Kaba mit Orthez Roter Stern Belgrad im Endspiel des Europapokals Korać-Cup, er erzielte in der Partie 20 Punkte. 1986 und 1987 wurde er mit Orthez unter Trainer Georges Fisher französischer Meister. Zum Titelgewinn 1986 trug er im Schnitt 14,8 Punkte und 1987 10,4 Punkte je Begegnung bei. Seinen Höchstwert in der ersten Liga Frankreichs erreichte Kaba im Spieljahr 1983/84 (19,8 Punkte/Spiel).

### Nationalmannschaft
Kaba, der 32 Länderspiele für Frankreich bestritt, spielte 1978 noch für die Mannschaft Senegals bei der Weltmeisterschaft. Er gehörte zur französischen Mannschaft, die 1984 an den Olympischen Sommerspielen von Los Angeles teilnahm, Kaba erzielte im Turnierverlauf 5,6 Punkte je Begegnung.